# Капи
Капи (на английски: Cappy) е марка плодови сокове, произвеждани от компанията „Кока-Кола“.
Соковете „Капи“ са част от продуктовата линия „Minute Maid“. Появяват се в българската търговска мрежа през 1997 г.

### Аромати
Ябълка, Ябълка + кайсия + портокал, Ябълка + мента, Ябълка + праскова, Ябълка + круша, Кайсия, Череша, Цитрус, Цитрус + портокал + френско грозде, Екзотик, Плодов пунш, Грозде, Грейпфрут, Грейпфрут + портокал, Грейпфрут + личи, Киви + лимон, Лимон, Мултивитамин, Нектарина, Портокал, Портокал + ананас, Портокал + мандарина, Портокал + мандарина + лимон, Праскова, Круша, Ананас, Червени плодове, Вишна, Ягода, Домат, Диня
През 2003 г., беше представен нов сок „Cappy Selectii“ в отговор на местното търсене на премиум продукти и естествени аромати. Съдържа повече от 99% натурален сок и без добавена захар. Cappy Selectii е по-известен само като Cappy в някои държави. През юли 2008 г. The Coca-Cola Company пусна в Полша нова некарбонатна напитка Cappy Ice Fruit.

## Разпространение
Соковете „Капи“ са достъпни в следните страни:
Австрия, Азербайджан, Босна и Херцеговина, България, Грузия, Египет, Естония, Италия, Казахстан, Кипър, Латвия, Литва, Северна Македония, Малта, Молдова, Нигерия, Палестина, Полша, Румъния, Словакия, Словения, Судан, Сърбия, Турция, Унгария, Хърватия и Чехия.